# Agapostemon jamaicensis
Agapostemon jamaicensis är en biart som beskrevs av Roberts 1972. Agapostemon jamaicensis ingår i släktet Agapostemon och familjen vägbin. Inga underarter finns listade i Catalogue of Life.